# 護衛犬賽

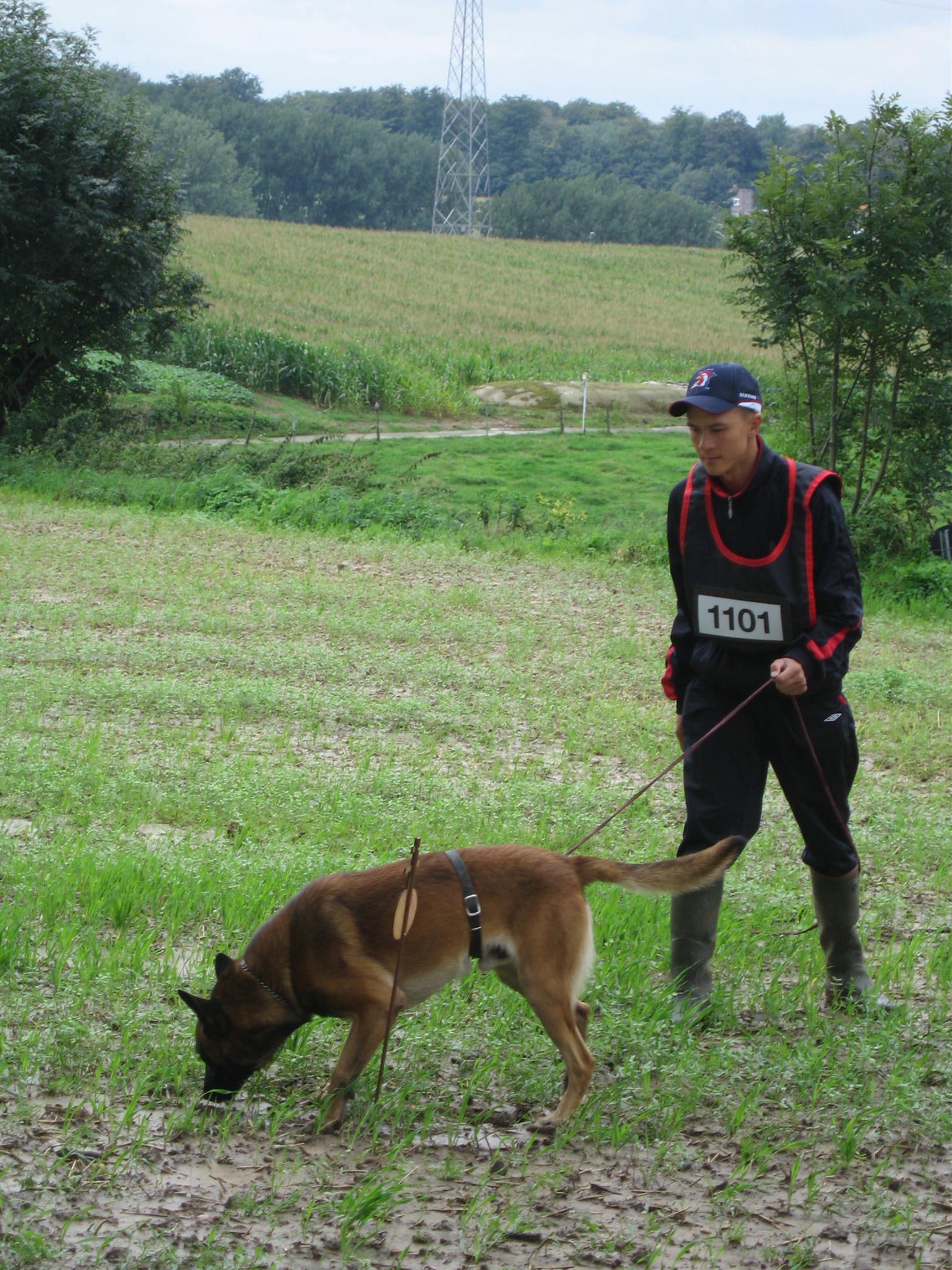
護衛犬賽中的追蹤部份

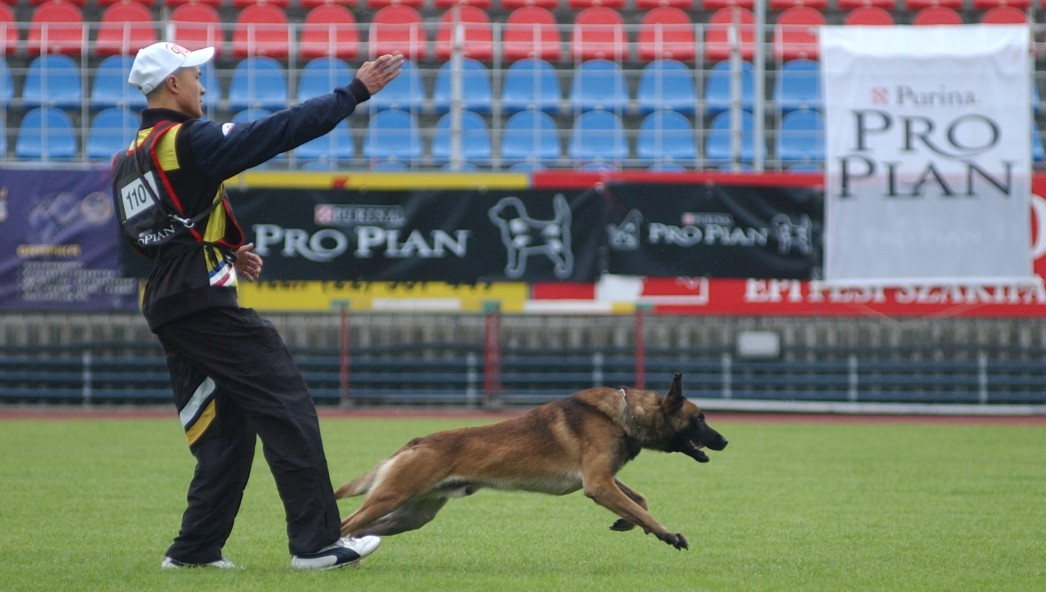
護衛犬賽中的服從部份

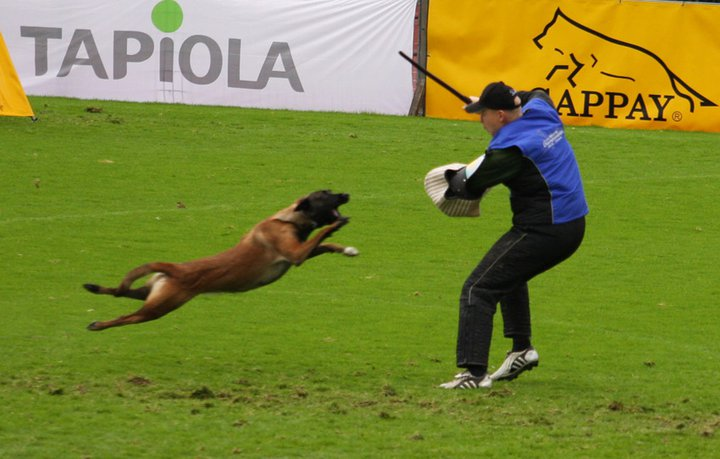
護衛犬賽中的護衛部份

國際護衛犬賽（Internationale Prufungsordnung，IPO）是一項競技犬運動，在審核中參賽者各帶一頭已按照特定賽制訓練好的犬隻，人犬隊伍進行追蹤、服從、和護衛三部份的指定工作，由裁判對每隊指導手的訓練及犬隻的工作性能作出評估計分。
護衛犬賽源於西歐，最早的審核制度Schutzhund由德國的牧羊犬會定立，作為評估德國牧羊犬工作性能的系統，以用作未來繁殖的參考。Schutz是德文護衛的意思，而Hund即是狗的意思，Schutzhund已有百多年的歷史。隨着犬隻訓練技術的進化和運動的普及，Schutzhund現已改名為國際護衛犬賽IPO，並流行於歐洲與北美洲，同時在亞洲和南美洲亦續漸普及。

## 級別與名銜
護衛犬賽分為四個級別：基礎的BH伴侶犬審核、IPO 1護衛犬一級、IPO 2護衛犬二級、和最高的IPO 3護衛犬三級。BH伴侶犬是犬隻能夠考核IPO 1前的踏腳石，這審核主要測試犬隻的基本服從性、對陌生人的自信心、和對不同環境的適應力。只有成功通過伴侶犬測試的犬隻才能一級一級的考上IPO 1、2、和3。

## 追蹤、服從、與護衛
護衛犬一至三級的審核包括追蹤、服從、和護衛，每部份是100分，合共300分。犬隻在追蹤環節必須用嗅覺找出一個指定的人(踏路員)在草地或田野走過的路程及留下的失物。在服從環節犬隻必須在沒有牽引帶的情況下聽從指導手的命令完成一連串的工作包括：隨行、坐、臥、站、召回、銜取木制啞鈴、跨欄、攀牆、和前進。在護衛環節中，犬隻的工作包括：搜索在指定帳蓬中躲藏的疑犯(靶手) 並對其吠叫、靶手逃跑時對其咬捕截擊、在靶手攻擊下還擊、押送靶手、和保護指導手。

## 護衛犬賽的犬種
在護衛犬賽中常見的犬種有馬令華Malinois、德國牧羊犬German Shepherd、荷蘭牧羊犬Dutch Shepherd、法蘭德斯牧牛犬Bouvier des Flanders、都柏文Dobermann、巨型史納沙Giant Schnauser、拳師犬Boxer、洛威拿Rottweiler、荷花瓦特犬Hovawart、和萬能梗Airedale Terrier。

## 外部連結
- FCI世界犬業聯盟IPO國際護衛犬賽制英文版
- 美國DVG護衛犬協會：What is Schutzhund?
- 美國USA護衛犬聯盟（页面存档备份，存于）
- 護衛犬賽（页面存档备份，存于）
- 護衛犬賽制修定